# Simca-Talbot Horizon

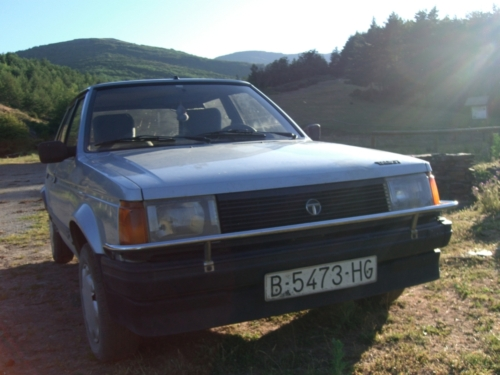
Talbot Horizon GLD

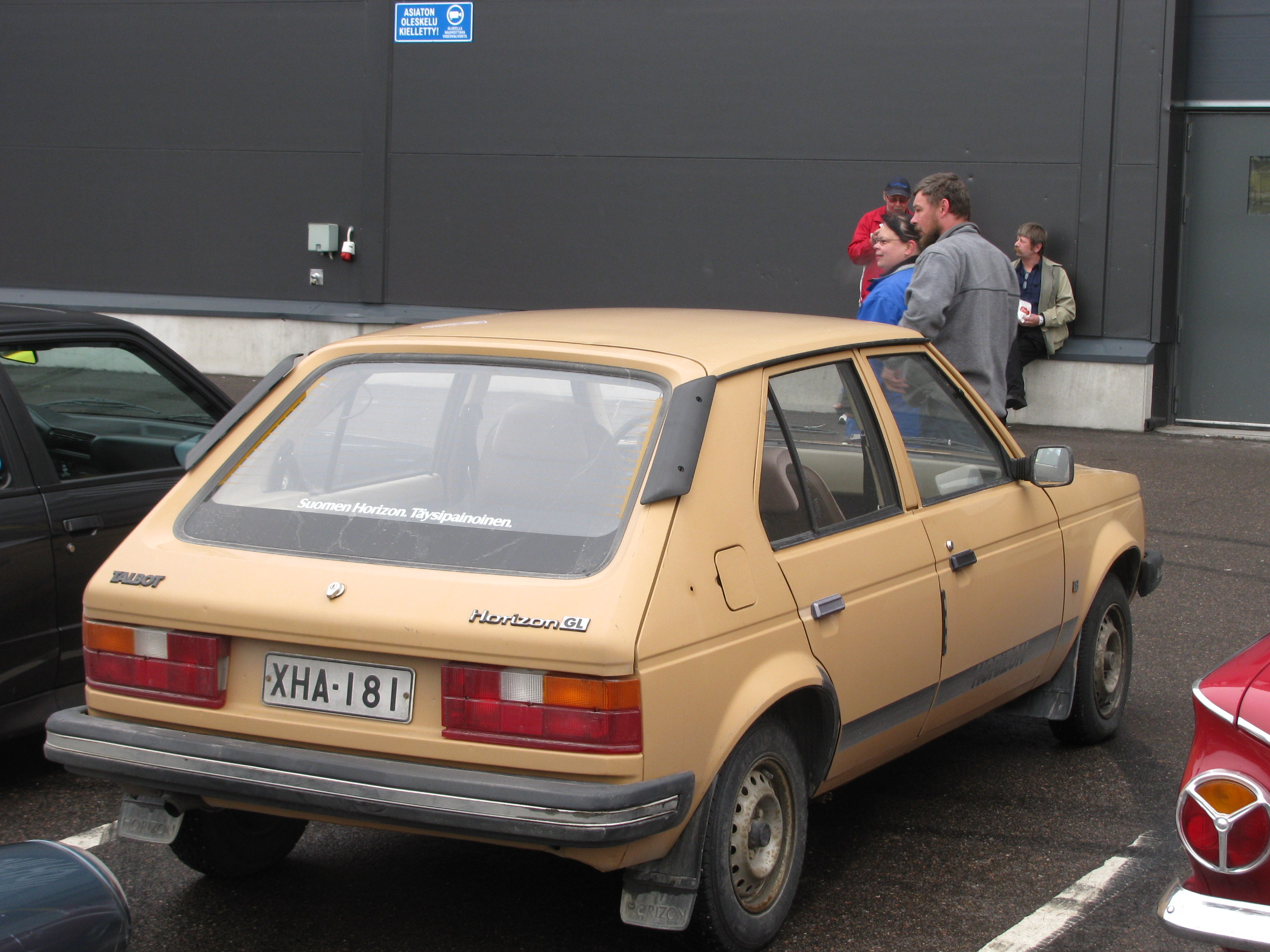
Talbot Horizon GL (vista posterior).

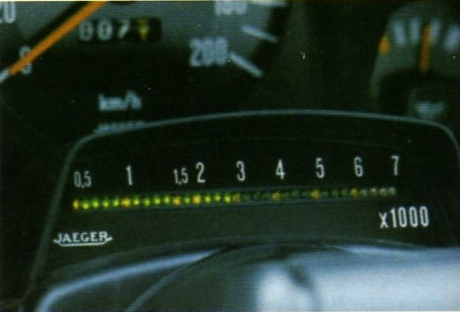
Detalle del cuentarrevoluciones de un Talbot Horizon.

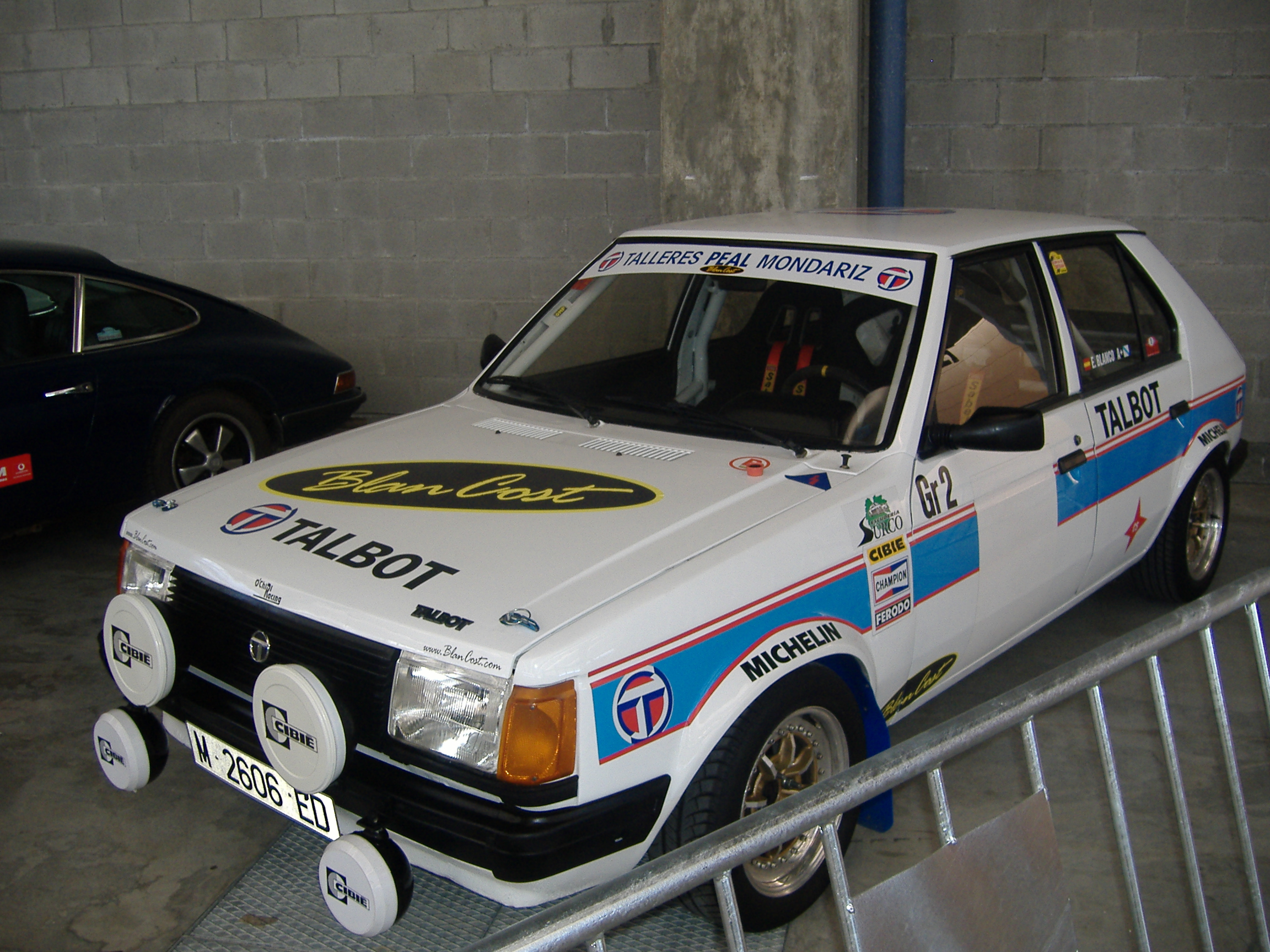
Versión para rally del Horizon.

El Talbot Horizon es un automóvil de turismo que fue fabricado por Chrysler Europe y posteriormente por el Groupe PSA, bajo la marca Talbot, entre los años 1977 y 1986.
Su primera denominación fue Chrysler Horizon o Simca Horizon, según el mercado, hasta 1983. Tras la toma de control por parte de Peugeot en julio de 1983, pasó a denominarse Talbot Horizon.

## Historia
El diseño del Horizon estuvo a cargo del centro de diseño de Chrysler en Carrières-sous-Poissy. Las actividades de diseño de Chrysler Europa se concentraron en Whitley, Inglaterra, bajo la dirección de Roy Axe. El objetivo de Chrysler era el VW Golf, cuyas proporciones y diseño parecen haberle servido de inspiración. Chrysler Corp adquirió 100 VW Golf (llamados VW Rabbit en Estados Unidos).

## El modelo
El Horizon fue desarrollado por Chrysler Europe con el nombre en clave C2 en el estudio de diseño Whitley del Reino Unido. Diseñado por Roy Axe, fue fabricado en Poissy, Francia, por Simca como sustituto de su antigua gama 1100, así como del Hillman Avenger. Introducido al mercado en el verano de 1978, se comercializó inicialmente en Francia bajo la marca Simca, mientras que en el resto de Europa se presentó inicialmente como Chrysler. Tras la adquisición de la división europea de automóviles de Chrysler por Peugeot en 1978, se abandonaron las marcas Chrysler y Simca, y el coche se comercializó posteriormente bajo la marca Talbot en todos sus mercados europeos.

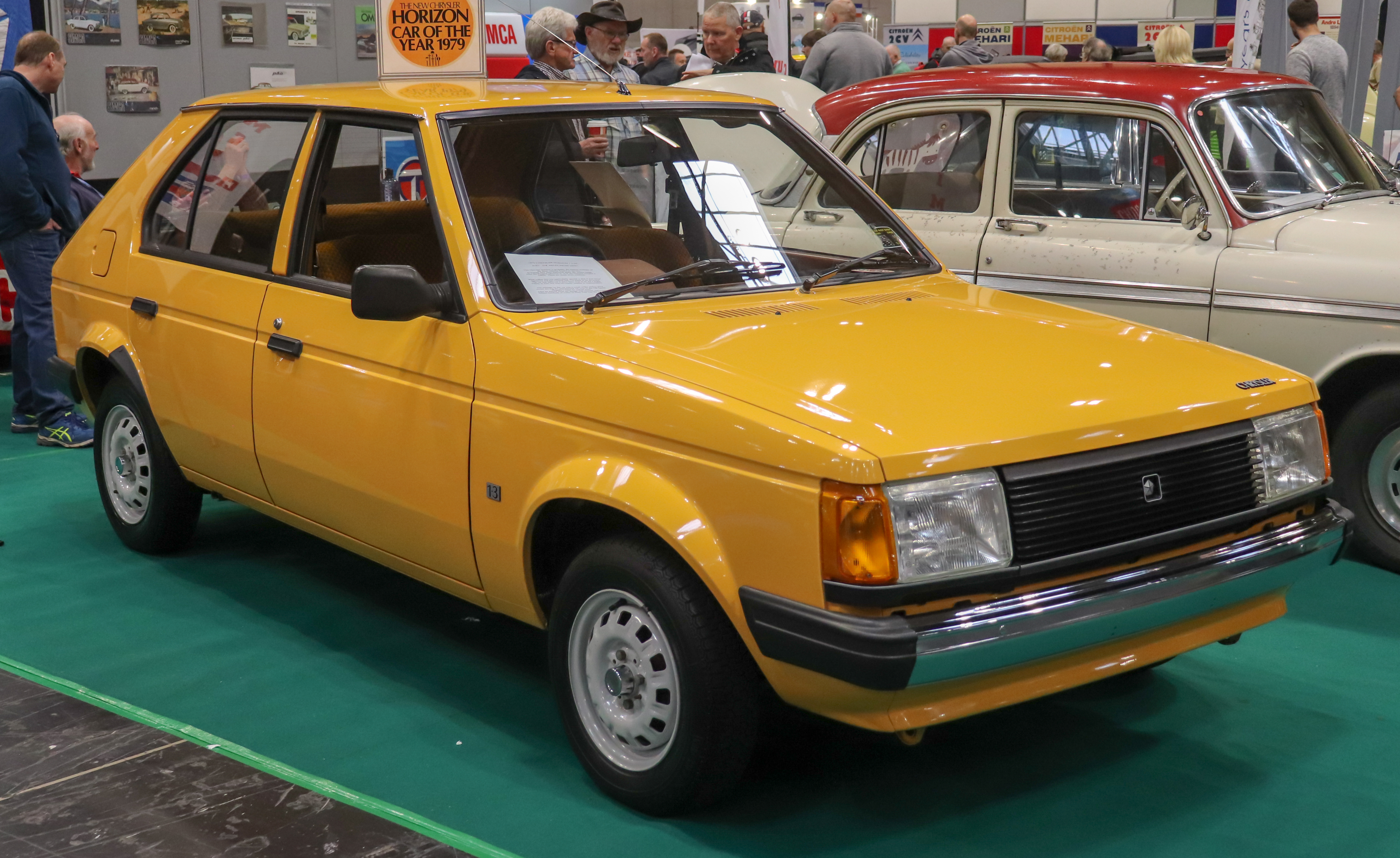
Chrysler Horizon

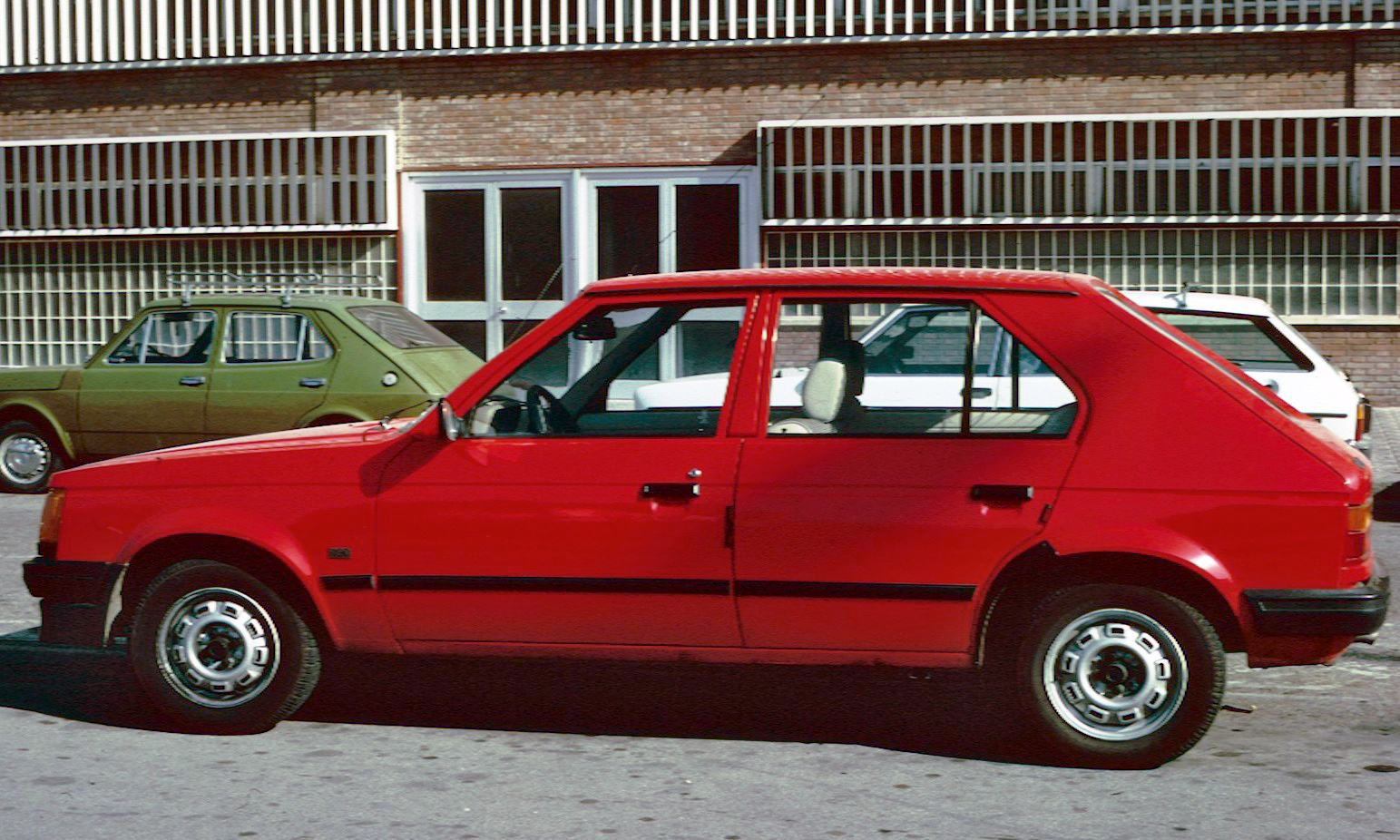
Talbot Horizon en vista lateral

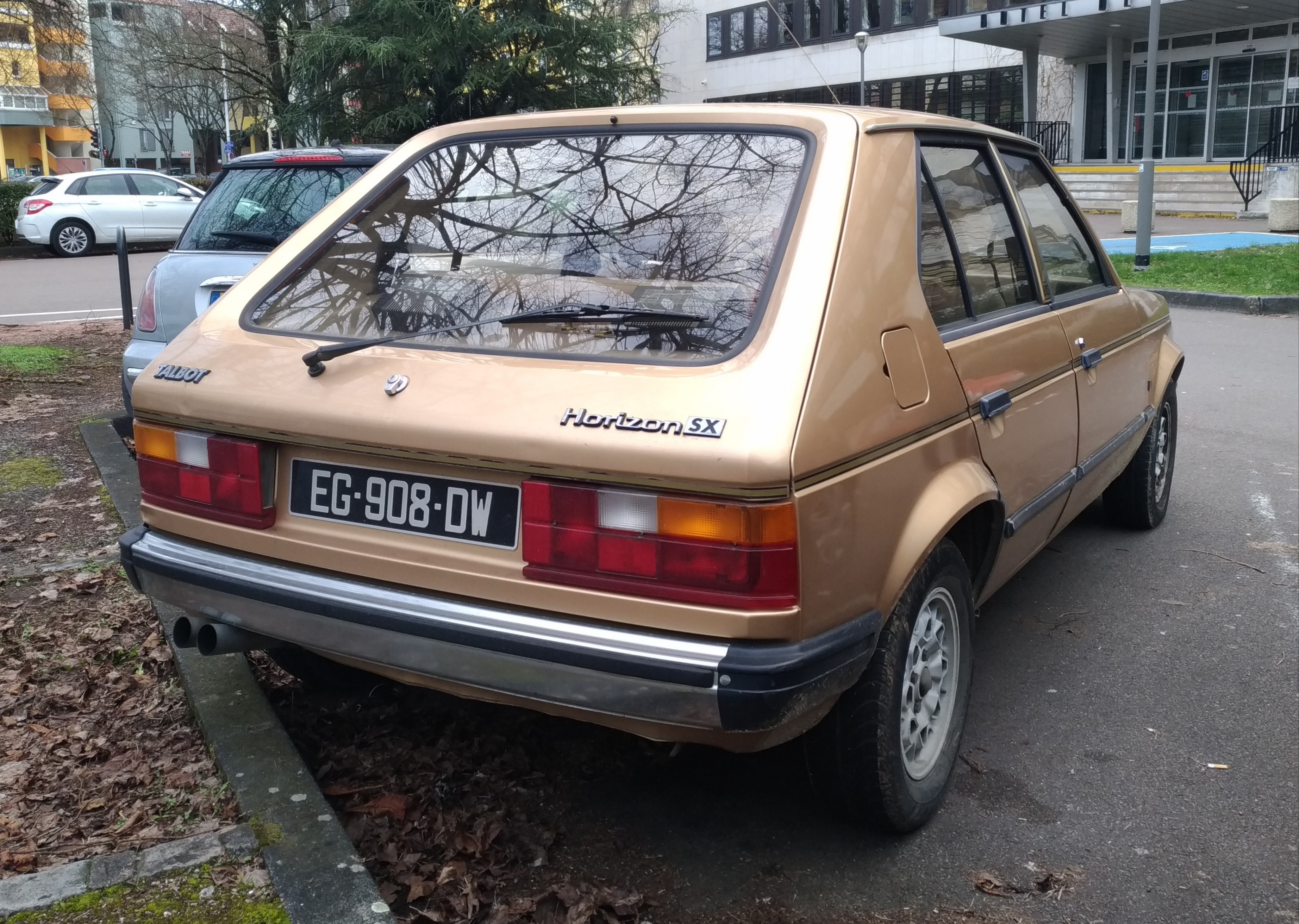
Vista trasera del Talbot Horizon

The Horizon was intended to be a "world car" designed for consumers on both sides of the Atlantic, but in execution, the European and North American versions of the vehicle differed substantially. Born largely out of the need to replace the ageing Simca 1100 and Hillman Avenger, the Horizon was essentially a shortened version of the larger Alpine model, giving the vehicle an unusually wide track for its length. Featuring transversely mounted Simca-designed 1.1, 1.3 and 1.5-litre "Poissy" OHV engines, 4-speed gearboxes, and torsion-bar suspension, the Horizon was praised for its crisp styling, supple ride, and competent handling.
La versión SX que se incorporó a la gama con motivo del Salón del Automóvil de París en octubre de 1978 despertó interés por su innovador ordenador de viaje. El dispositivo obtenía información de tres fuentes: un reloj, un "débitmètre" montado en la alimentación de combustible del carburador e información de distancia del odómetro. Con estos tres datos, la computadora podía reportar el consumo de combustible actual y la velocidad promedio, así como información sobre distancias y tiempos, en unidades métricas o imperiales. Posteriormente, la computadora de viaje se convirtió en una opción en modelos menores, como el GLS.

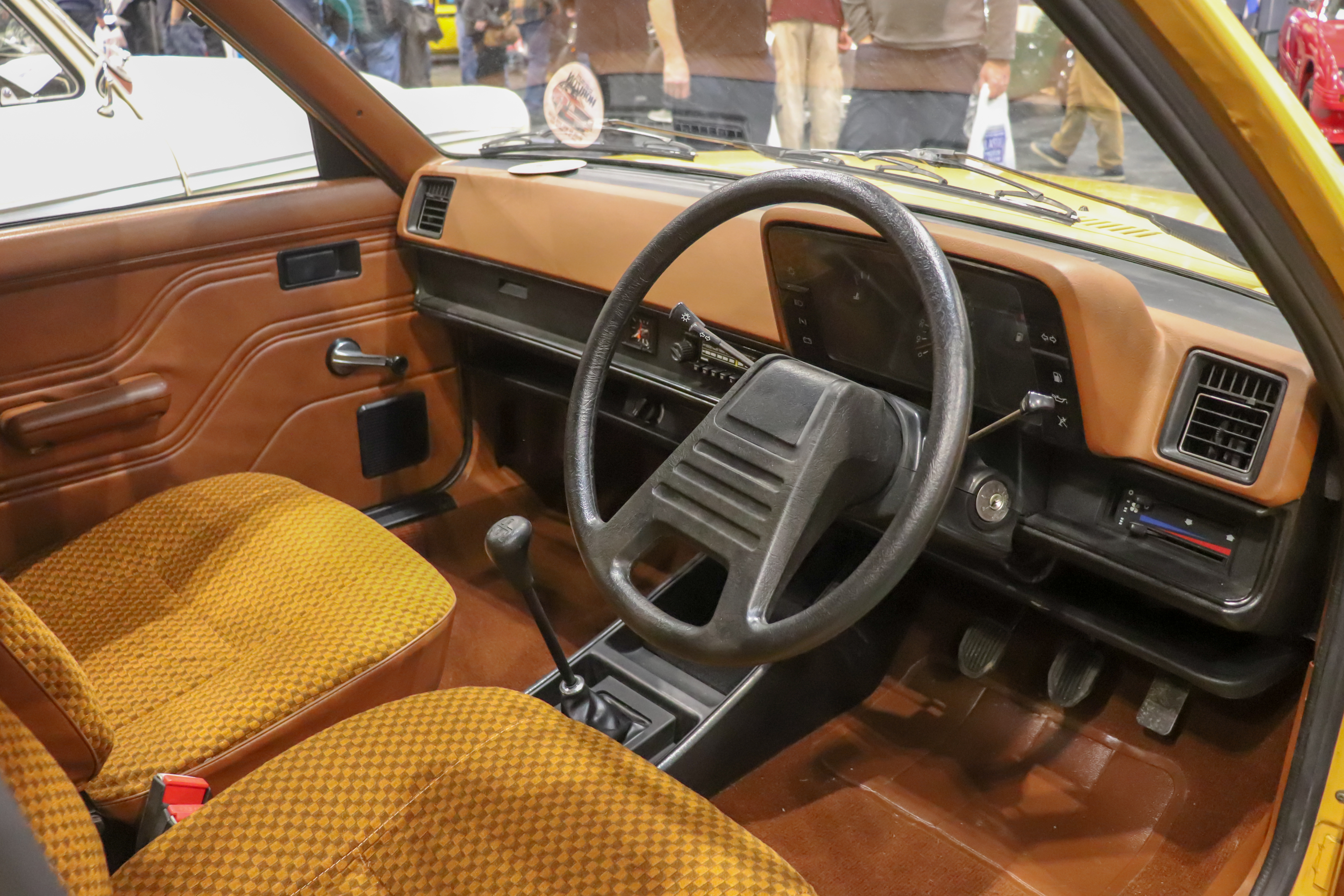
Interior (1978 Chrysler Horizon GL)

El Horizon fue elegido Coche del Año en Europa 1979. Inicialmente disponible solo en acabado LS o GL, su lanzamiento marcó el final del Simca 1000 con motor trasero. El Simca 1100 permaneció en producción en Francia hasta 1981, vendiéndose por un tiempo como una alternativa de bajo costo al Horizon, pero los dos coches compitieron prácticamente en el mismo segmento y el coche más antiguo, con su gama de modelos drásticamente reducida, vio sus ventas desplomarse. En el mercado británico, las berlinas y familiares Avenger con tracción trasera se mantuvieron en producción, ofreciendo a los compradores británicos una amplia gama de carrocerías en un mercado donde los hatchbacks aún representaban una minoría de las ventas. Nunca existió una versión de tres puertas del Horizon. Para cubrir este nicho, el Simca 1100 se mantuvo a la venta en Europa continental, mientras que el Chrysler Sunbeam con tracción trasera se vendió junto con el Horizon en el Reino Unido hasta 1981.
Al final, el Horizon se superpuso en lugar de reemplazar a los modelos Sunbeam y Hillman Avenger de tracción trasera de diseño británico, que habían estado a la venta desde 1970 y cuya producción finalizó en 1981.
Ante estos condicionantes, Chrysler decidió proyectar un automóvil compacto y polivalente para ser comercializado a ambos lados del Atlántico. En Europa sería considerado un familiar y en Estados Unidos un utilitario.
De este modo, el 7 de diciembre de 1977 el Horizon se introdujo en Europa y Estados Unidos simultáneamente, llamado Simca Horizon en Francia, Chrysler Horizon en el resto de Europa, y Plymouth Horizon y Dodge Omni en los EE. UU.
En Europa el modelo fue una revolución. Fue nombrado Coche del Año en Europa en 1979, algo particularmente notorio, puesto que tres años antes otro automóvil de la misma marca, el Chrysler/Talbot 150, obtuvo este mismo reconocimiento. El Horizon también fue nombrado Coche del Año en España en 1981.

## Producción
Después de que Chrysler Europa colapsara en 1978 y fuera vendida a Peugeot, el Horizon pasó a denominarse Talbot en 1979.
En 1981, se introdujeron los modelos renovados con pequeñas mejoras. Sin embargo, para entonces, el Horizon se estaba volviendo cada vez menos competitivo frente a rivales como el Volkswagen Golf (que, de hecho, era cuatro años más antiguo), el Opel Kadett/Vauxhall Astra y el Ford Escort de tercera generación. Los motores de válvulas en cabeza, poco refinados, heredados del Simca 1100, fueron en gran parte los responsables, mientras que la corrosión de la carrocería era un problema grave, al menos hasta la Serie II, lo que acortaba la vida útil de muchos coches.
El Horizon serie 2 lanzado en julio de 1982 tenía una caja de cambios de 5 velocidades y fue etiquetado como serie II de 5 velocidades. Los parachoques estaban pintados de negro y la luz trasera era más pequeña, porque la bandeja trasera se elevó para aumentar el tamaño del maletero. Algunos modelos presentaban un "económetro" LED electrónico que iluminaba varias luces alrededor del borde de la esfera del velocímetro. Un tacómetro LED estaba disponible en niveles de equipamiento más altos, la fila horizontal de LED verdes, amarillos y rojos ubicada sobre la columna de dirección, iluminando en intervalos de 250 rpm.
El Horizon se actualizó de nuevo en 1985, con mejoras en el interior, los indicadores de instrumentos y los paneles de las puertas. Junto con el Fiat Ritmo, el Horizon se convirtió en uno de los hatchbacks familiares más antiguos a la venta en Europa y se enfrentó a una enorme competencia.
Se redujeron los colores de pintura y los niveles de equipamiento disponibles, y muchos ejemplares fabricados entre 1985 y 1986 se pintaron en un verde pálido o crema poco atractivo, que contrastaba marcadamente con los colores audaces de su lanzamiento.
En 1984 se fabricó un prototipo Talbot Horizon turbo con interior de cuero color crema y carrocería deportiva. Este coche fue diseñado en Whitley, Coventry. El Turbo Horizon es muy diferente de los modelos que se vieron en la calle y se conserva en el Museo del Transporte de Coventry, Coventry, Inglaterra.
Debido a problemas de corrosión, los Horizons que aún se utilizan son escasos, con solo 20 ejemplares aún en circulación en el Reino Unido a finales de 2016.
El Horizon se fabricó principalmente en Poissy (Francia) y en PSA Ryton (Inglaterra). La fabricación británica comenzó el 4 de enero de 1982 y, poco después, la planta de Ryton trabajaba cinco días a la semana por primera vez en dieciséis meses. En aquel momento, el 60% de los componentes deHorizons eran británicos.También fue fabricado en Villaverde, España, por la filial española de PSA Peugeot Citroën, y en Finlandia por Saab-Valmet a partir de 1979. Los Talbot Horizons, fabricados en Finlandia, integraban numerosos componentes Saab, especialmente en el interior y el sistema eléctrico. La fábrica de Saab-Valmet también produjo una serie de 2.385 vehículos que funcionaban con queroseno o trementina.
El Horizon se fabricó en Francia y también en Gran Bretaña (donde la producción había comenzado en la década de 1980) hasta junio de 1986, y en España y Finlandia hasta 1987. Su sucesor fue el Peugeot 309, un coche desarrollado en el Reino Unido y lanzado a finales de 1985, originalmente destinado a ser vendido como Talbot Arizona. El fin de la producción del Horizon a principios de 1987 también marcó el fin de la insignia Talbot en los turismos. Las variantes norteamericanas continuaron en producción hasta 1990.
El motor diésel PSA XUD9 de 1905 cc se instaló en algunos modelos del Horizon, siendo este el primer ejemplar de este motor disponible en el Reino Unido. Todos los Horizon diésel del mercado británico se fabricaron en España. El folleto británico de Peugeot-Talbot de octubre de 1984 muestra que el único Horizon diésel era el LD 1.9, y que el motor XUD9 solo estaba disponible en el Peugeot 305 GRD. El Horizon no fue el primer diésel de la familia Talbot, ya que el Chrysler 180 en España estuvo disponible con motor diésel durante la década de 1970.
El Peugeot 309 utilizó algunos motores de la gama Horizon basados en Simca durante la mayor parte de su producción, hasta que fue reemplazado por el motor Peugeot TU, más moderno, en 1992.

## Motorizaciones
Se distribuyó con una caja de cambios de cuatro o cinco velocidades y una amplia gama de motorizaciones:
- 1.294 cc (motor Poissy) gasolina de 65 CV
- 1.442 cc (motor Poissy) gasolina de 65 CV
- 1.442 cc (motor Poissy) gasolina de 83 CV
- 1.592 cc (motor Poissy) gasolina de 92 CV
- 1.905 cc diésel de 65 CV

| Versiones                      | LS, GL, GLS           | GL, EX                | GLS, SX                            | GT                                 | LD, EXD                    |           |           |           |
| Identificación del motor       | G1A                   | 6Y1                   | 6Y2                                | 6J2                                | XUD9 A                     |           |           |           |
| Tipo de motor                  | L4 8v, carburación    | L4 8v, carburación    | L4 8v, carburación de doble cuerpo | L4 8v, carburación de doble cuerpo | L4 8v, inyección indirecta |           |           |           |
| Diámetro x carrera             | 76.7 mm × 70.0 mm     | 76.7 mm × 78.0 mm     | 76.7 mm × 78.0 mm                  | 80.6 mm × 78.0 mm                  | 83.0 mm × 88.0 mm          |           |           |           |
| Cilindrada                     | 1294 cm³              | 1442 cm³              | 1442 cm³                           | 1592 cm³                           | 1905 cm³                   |           |           |           |
| Relación de compresión         | 9.5: 1                | 9.5: 1                | 9.5: 1                             | 9.35: 1                            | 23.0: 1                    |           |           |           |
| Potencia máxima: CV (kW) @ rpm | 65 CV (48 kW) @ 5600  | 65 CV (48 kW) @ 5200  | 83 CV (71 kW) @ 5600               | 92 CV (67 kW) @ 6250               | 65 CV (48 kW) @ 4600       |           |           |           |
| Par máximo: Nm @ rpm           | 103 Nm @ 2800         | 114 Nm @ 3000         | 125 Nm @ 3000                      | 132 Nm @ 4000                      | 120 Nm @ 2000              |           |           |           |
| Tracción                       | Delantera             | Delantera             | Delantera                          | Delantera                          | Delantera                  | Delantera | Delantera | Delantera |
| Transmisión                    | Manual, 4 velocidades | Manual, 5 velocidades | Manual, 4 velocidades              | Manual, 5 velocidades              | Manual, 5 velocidades      |           |           |           |

## Equipamiento
Pese a pertenecer a una época en la que los automóviles no solían llevar más extras que los estrictamente necesarios, el Horizon contaba con un buen número de ellos. 
Según años y versiones podía equipar, de serie u opcionalmente, elevalunas eléctricos, cierre centralizado, dirección servoasistida, pintura metalizada bicapa, parabrisas laminado, preinstalación de radio, cinturones enrollables, retrovisores regulables desde el interior, cuentarrevoluciones digital (primero por diodos sobre la caña de dirección y casi al final de la vida comercial por una pantalla digital en el cuadro), llantas de aleación, o tapizado de velour. Asimismo algunas versiones contaban con una novedad absoluta en la época, un ordenador de viaje muy completo.
Debido a que en un principio fue concebido para circular sin dirección asistida se dotó a todos los Horizon con un característico gran volante de perfil estrecho y un único brazo que permitía hacer menos fuerza al maniobrar a la vez que dejaba ver el panel de instrumentos fuese cual fuese la posición del volante.
Otra característica reseñable era su confort de conducción, aunque los motores eran algo ruidosos, particularmente las versiones diésel a las que se dotó de un grueso aislante bajo el capó que mitigaba solo en parte el sonido. Esto, dio un toque inconfundible al sonido del Horizon, siendo reconocible tan solo por éste. Contaba con asientos de estructura interior de muelles y con una amortiguación medianamente blanda que lo hacía más cómodo en caminos mal pavimentados, aunque, también, hacía que se inclinase notablemente en curvas pronunciadas. Sin embargo, contaba con un buen agarre, algo que ya tenía su ancestro, el Simca 1100.

## Características
El Horizon del Reino Unido estaba disponible en los siguientes niveles de equipamiento:
- 1100 LE, LS, GL, GLE
- 1300 LS, GL, LX, GLS
- 1500 LS, GL, EX, GLS, S, SX
- 1900 LD

La mayoría de los modelos estaban disponibles con cajas de cambios de 4 o 5 velocidades, que inicialmente eran una reminiscencia de la caja de cambios Simca y, posteriormente, de la caja de cambios PSA BE. La transmisión automática estaba disponible en la mayoría de los modelos 1500 y era equipamiento de serie en el modelo 1500 SX. El nivel más bajo, el LE, tenía un equipamiento muy escaso, y ni siquiera contaba con bandeja trasera.
Algunas ediciones limitadas fueron:
- 1500 "Pullman", el modelo tope de gama. Este modelo contaba con acabados de alta gama, llantas de aleación con un diseño similar al del Talbot Sunbeam Lotus y neumáticos más anchos. El Pullman también contaba con radio mejorada con 4 altavoces y cinturones de seguridad traseros. La mayoría lucía una pintura bitono metalizada beige sobre marrón. Alrededor del 20% de los modelos Pullman eran bitono plata y azul.
- 1300 "Especial de verano". Tenía molduras de plástico rojas en lugar del negro habitual.
- El 1500/1300 "Ultra" (1985), un coche de alta gama en color plata metalizado, llevaba el nombre "ULTRA" en letras negras en los guardabarros delanteros. El Ultra tenía un interior de terciopelo gris con ribetes rojos. El Ultra se vendió en los Países Bajos desde 1983.[15]
- 1500 "Silver Fox" que tenía pintura de dos tonos, mitad plata, mitad azul metalizado.

## La versión furgoneta de Emelba
En 1986 apareció en los catálogos de Emelba el Talbot Horizon Furgoneta Emelba, una versión furgoneta basada en el Horizon, siendo este uno de los últimos proyectos de Emelba. Equipaba el duro motor diésel de 1.9 litros de origen Peugeot. Su suspensión estaba reforzada. Se comercializó en versiones cerrada y mixta e isotermo. Tenía una carga útil de 490 kilogramos. El parachoques trasero era de fibra, al igual que el spoiler del techo. De serie Emelba solo ofrecía el blanco, pero por la compra de cuatro unidades o más se ofrecían otros colores. La versión mixta equipaba asiento trasero para tres personas. Su comercialización era efectuada a través de los concesionarios Talbot.

## Datos técnicos
- Motor: 4 cilindros en línea
- Suspensión delantera: triángulos superpuestos, barra de torsión y barra estabilizadora
- Suspensión trasera: brazos oblicuos, muelles helicoidales y barra estabilizadora
- Frenos delanteros: disco
- Frenos traseros: tambor

Consumo (algunas de las versiones españolas) en L/100 km a 90 km/h / a 120 km/h / en ciclo urbano
- LS: 6,3 / 8,7 / 9,4
- GLS: 6,1 / 7,9 / y 8,7
- GL: 5,5 / 7,6 / y 8,6
- GLD/GTD/EXD: 4,5 / 6,4 / 6-7 según caja de cambios

Velocidad máxima / relación de compresión / peso en vacío (algunas de las versiones españolas)
- LS: 150 km/h / 8,8:1 / 950 kg
- GLS: 165 km/h / 9,5:1 / 990 kg
- GL: 150 km/h / 9,5:1 / 950 kg
- GT: 175 km/h / 9,35:1 / 990 kg
- GLD/GTD/EXD: 155 km/h / 23,5:1 / 1020 kg